# 写真家ソール・ライター 急がない人生で見つけた13のこと
『写真家ソール・ライター 急がない人生で見つけた13のこと』（しゃしんかソール・ライター いそがないじんせいでみつけたじゅうさんのこと、英語: In No Great Hurry: 13 Lessons in Life with Saul Leiter）は、写真家ソール・ライターを主題に、トーマス・リーチが監督した、2013年公開のドキュメンタリー映画。
ライターは、カラー写真による街頭風景写真の先駆者であった。ライターの個性を最もよく表した作品は、2006年に写真集『Early Color』が出版されるまで、ほとんど無視されていた。彼の作品への関心は、彼の晩年から2013年の死去の後に、爆発的に広がった。この映画は、ニューヨークでライターが住んでいた雑然とした自宅で、彼が自分の人生と作品を振り返るというものである。
リーチは、『Early Color』に収められた作品を見てライターに接触した。ライターとニューヨークで会ったリーチは、映画制作が必要なことを1年をかけて説得した。撮影は、2010年から2011年にかけておこなわれ、2012年に編集作業が進められた。ライターは、死去する前に、編集途中のこの作品を見た。
この映画は、イギリスでは2013年夏、アメリカ合衆国では2014年1月に公開された。
日本では、字幕を柴田元幸が担当し、2015年12月5日に公開された。2017年にも、ライターの回顧展に合わせて再上映された。